# Phare de Noup Head
Le phare de Noup Head (en gaélique écossais : Na h-Eileanan Flannach) est un phare situé sur le haut des falaises de Noup Head à la pointe ouest de l'île de Westray, l'une des grandes îles de l'archipel des Orcades au nord des Highlands en Écosse.
Ce phare est géré par le Northern Lighthouse Board (NLB) à Édimbourg,l'organisation de l'aide maritime des côtes de l'Écosse.
Il est maintenant protégé en tant que monument classé du Royaume-Uni de catégorie B.

## Le phare
Thomas Smith David Stevenson Robert Stevenson et Thomas Stevenson de 1856 à 1858.
Le phare a été conçu et réalisé par les ingénieurs civils écossais David Alan Stevenson et Charles Alexander Stevenson en 1898. C'est une tour cylindrique en maçonnerie de 24 m de haut, avec galerie et lanterne noire, attenante à un petit bâtiment technique. Les maisons des gardiens ont été démolies.
Le phare, émettant un flash blanc toutes les trente secondes, marque l'extrémité nord-ouest de l'archipel. Il est érigé à la verticale d'une falaise à 7 km du village de Pierowall (en). L'île est accessible par le ferry de Kirkwall et le phare est accessible à pied, mais il se trouve dans une zone protégée qui est un sanctuaire pour les oiseaux marins.
Identifiant : ARLHS : SCO-158 - Amirauté : A3736 - NGA : 3292.

### Lien connexe
- Liste des phares en Écosse